# Acropora hyacinthus
Espèce
Synonymes
- Acropora conferta Quelch, 1886[2]
- Acropora flabelliformis Milne Edwards, 1860[2]
- Acropora pectinata Brook, 1892[2]
- Acropora recumbens Brook, 1892[2]
- Acropora surculosa Dana, 1846[2]
- Acropora surculosa var. turbinata Dana, 1846[2]
- Madrepora flabelliformis Milne Edwards, 1860[2]
- Madrepora hyacinthus Dana, 1846[2]
- Madrepora patella Studer, 1878[2]
- Madrepora pectinata Brook, 1892[2]
- Madrepora recumbens Brook, 1892[2]
- Madrepora sinensis Brook, 1893[2]
- Madrepora surculosa Dana, 1846[2]
- Madrepora surculosa var. turbinata Dana, 1846[2]
- Madrepora turbinata Dana, 1846[2]

Statut de conservation UICN

 NT  : Quasi menacé
Statut CITES
Acropora hyacinthus est une espèce de coraux appartenant à la famille des Acroporidae.

## Description et caractéristiques
C'est un corail tabulaire, dont les colonies forment de larges plaques, ou parfois des suites d'« étagères » superposées. Les branches sont minces et finement structurées (sauf si la colonie est très exposée aux vagues, auquel cas elles deviennent étroitement fusionnées). Les branches secondaires sont fines et verticales. Le corallite axial est distinct, mais pas proéminent. Les corallites radiaux sont en forme de coupe et forment des rosettes. 
Ce corail est généralement de couleur crème, parfois brun ou gris, éventuellement teinté de bleu à la marge.

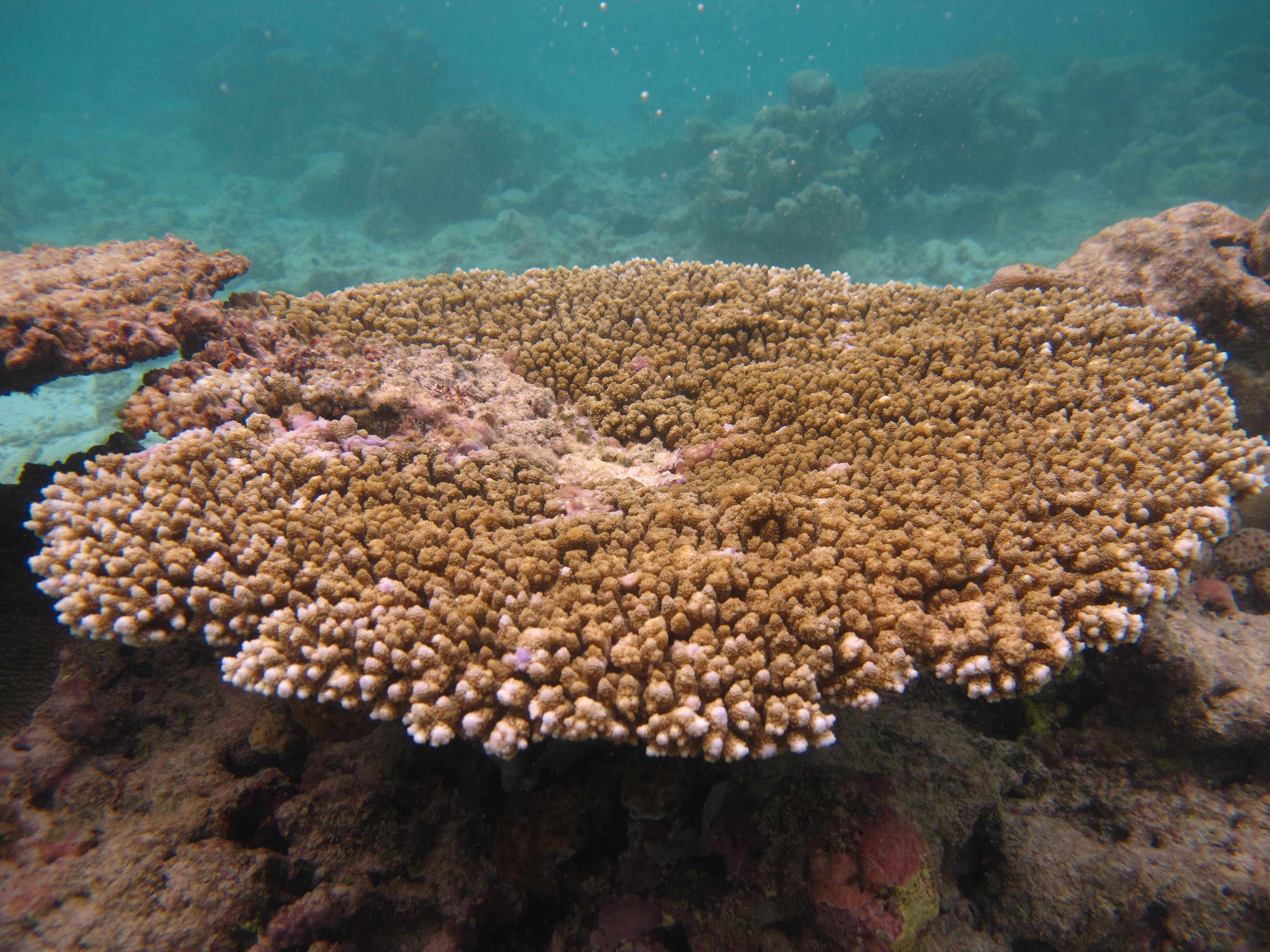
Gros plan sur une colonie.

Cette espèce ne doit pas être confondue avec les proches Acropora cytherea, Acropora clathrata, Acropora spicifera ou Acropora tanegashimensis.

## Habitat et répartition
C'est une des espèces de coraux, de milieu exposé, les plus courantes de tout l'Indo-Pacifique et elle se rencontre de l'Afrique du Sud aux îles du Pacifique central.